# Кирил Добрев (политик, р. 1960)
Вижте пояснителната страница за други личности с името Кирил Добрев.
Кирил Добрев Добрев е български лекар и политик от ГЕРБ. Народен представител от парламентарната група на ГЕРБ в XLII народно събрание.

## Биография
Кирил Добрев е роден на 15 октомври 1960 година в град Стара Загора. Завършва Гимназия с преподаване на френски език „Ромен Ролан“. През 1987 година завършва Висш Медицински Институт „Ив. П. Павлов“ град Пловдив. От 1987 година работи като анестезиолог-реаниматор в град Стара Загора, отначало в Окръжна болница, а от 1994 година в новосформираната Университетска болница. От 1991 година е асистент-преподавател по анестезиология и спешна медицина в Медицински факултет - Стара Загора, а от 2007 година - главен асистент. През 1993-94 година специализира анестезиология в Парижката болница „Pitie-Salpetriere“ при проф. Кориа. През 1996 година специализира в Поливалентната реанимация на Университетската болница в Амиен при проф. Осар. От 1998 до 2001 година работи като анестезиолог-реаниматор в град Зарзис, Тунис.
През март 2010 година е назначен от министър д-р Божидар Нанев като изпълнителен директор на университетската болница в Стара Загора, където работи до юни 2011 година. От юни 2011 година до април 2012 година е замeстник-министър на здравеопазването.